# Международен фолклорен фестивал в Бургас
Международният фолклорен фестивал е фестивал за фолклорна музика в Бургас, провеждан от 1965 до 2019 година.
Създаден е по идея на Филип Кутев, първоначално като Балканиада на народните песни и танци, и е първият международен фолклорен фестивал в България. Провежда се ежегодно, като от 1972 година през година се редуват представяния на професионални и любителски изпълнители, от 80-те години в основната програма се допускат само любители. През 1982 година фестивалът е с изпълнители деца, като част от асамблеята „Знаме на мира“.

## Награда „Нестинарка“
От 1999 година като част от фестивала се връчва наградата за песенно и танцово творчество „Нестинарка“. Нейни носители са:
- 1999: Вълкана Стоянова
- 2000: Стайка Гьокова
- 2001: Костадин Гугов
- 2002: Георги Павлов
- 2003: Валя Балканска
- 2004: Верка Сидерова
- 2005: Магда Пушкарова
- 2006: Надка Караджова
- 2007: Янка Рупкина
- 2008: Професионален фолклорен ансамбъл „Странджа“
- 2009: Калинка Згурова
- 2010: Фолклорен ансамбъл „Тракия“
- 2011: Национален фолклорен ансамбъл „Филип Кутев“
- 2012: Фолклорен ансамбъл „Пирин“
- 2013: Стефан Чапкънов
- 2014: Ансамбъл „Пазарджик“
- 2015: Фолклорен ансамбъл „Атанас Манчев“
- 2016: Професионален фолклорен ансамбъл „Добруджа“
- 2017: Северняшки ансамбъл „Иван Вълев“
- 2018: Фолклорен танцов ансамбъл „Никола Гинов“
- 2019: Костадин Бураджиев